# Rohnstadt
Rohnstadt ist ein Ortsteil der Gemeinde Weilmünster im mittelhessischen Landkreis Limburg-Weilburg.

## Geographie

### Geographische Lage
Rohnstadt liegt im östlichen Hintertaunus, etwa drei Kilometer südwestlich von der Kerngemeinde entfernt, eingebettet in einer Hochmulde zwischen den Erhebungen Hofwald, Hühnerküppel, Riesenkopf und Steinchen im Landschaftsschutzgebiet des Naturpark Taunus. Die höchste Erhebung in der Gemarkung ist der Hühnerküppel mit 369 m ü. NN.
 Nachbarorte sind Laubuseschbach (westlich), Weilmünster (nördlich) und Langenbach (südöstlich).

### Flora und Fauna
In der näheren Umgebung findet man die Landschaftstypischen Streuobstwiesen und Feldgehölzhecken, welche einen Lebensraum für zahlreiche heimischen Arten bieten, sowie ein in der Region seltenes Areal mit heidetypischem Bewuchs (wilder Erika, Farne, Gräser, Laub- und Nadelbäume, Ginster). Auch die auf nährstoffarmen Erhebungen angesiedelten kleinwüchsigen Eichen- und Hainbuchenwälder, typisch für den Taunus, sind hier anzutreffen. (etwa das Steinchen)

## Geschichte

### Frühgeschichte

Verbreitung der La-Tène-Kultur

Keltische Befestigungsanlagen (Ringwälle) auf dem Riesenkopf, die Riesenburg, und auf dem Hühnerküppel deuten auf eine ältere Besiedlung dieser Gegend hin. Archäologische Funde lassen eine Einordnung in die späte Hallstattzeit bzw. in die frühe und späte Latènezeit zu. Ein vorgeschichtlicher Fernweg, die so genannte Hessenstraße (auch Hünerstraße genannt), welche das Rheinland mit Nordhessen verband, nahm hier vormals ihren Verlauf.

### Urkundliche Erwähnungen
Die erste urkundliche Erwähnung von Rohnstadt stammt aus dem Jahr 1335, als Richwin von Elkerhausen seinem Neffen Hiltwin von Elkerhausen und dessen Frau Christine seinen Hof zu Ramßhart (Rohnstadt) verkaufte. In erhaltenen Urkunden späterer Jahre wurde der Ort unter den folgenden Ortsnamen erwähnt (jeweils mit dem Jahr der Erwähnung): Ramshart (1408), Ransert (1495), Ranschart/Ronschart (1531), Ransshart (1538), Ranshart (1653), Ronstatt (1662), Rohnstatt (1740) und seit 1824 Rohnstadt.

### Hessische Gebietsreform (1970–1977)
Im Zuge der Gebietsreform in Hessen fusionierten zum 31. Dezember 1970 der bisherige Marktflecken Weilmünster im Oberlahnkreis mit den bis dahin selbstständigen Gemeinden Aulenhausen, Dietenhausen, Ernsthausen, Laimbach, Langenbach, Laubuseschbach, Lützendorf, Möttau, Rohnstadt und Wolfenhausen freiwillig zur neuen Großgemeinde Weilmünster. Essershausen kam am 31. Dezember 1971 hinzu. Für alle zwölf ehemals eigenständigen Gemeinden wurden Ortsbezirke gebildet.

### Verwaltungsgeschichte im Überblick
Die folgende Liste zeigt die Staaten und Verwaltungseinheiten, denen Rohnstadt angehört(e):

- vor 1806 Heiliges Römisches Reich, Grafschaft/Fürstentum Nassau-Weilburg, Amt Weilmünster
- ab 1806: Herzogtum Nassau,[Anm. 2] Amt Weilmünster
- ab 1816: Herzogtum Nassau,[Anm. 3] Amt Weilburg
- ab 1849: Herzogtum Nassau, Kreisamt Hadamar[Anm. 4]
- ab 1854: Herzogtum Nassau, Amt Weilburg[Anm. 5]
- ab 1867: Königreich Preußen,[Anm. 6] Provinz Hessen-Nassau, Regierungsbezirk Wiesbaden, Oberlahnkreis
- ab 1871: Deutsches Reich, Königreich Preußen, Provinz Hessen-Nassau, Regierungsbezirk Wiesbaden, Oberlahnkreis
- ab 1918: Deutsches Reich (Weimarer Republik), Freistaat Preußen, Provinz Hessen-Nassau, Regierungsbezirk Wiesbaden, Oberlahnkreis
- ab 1944: Deutsches Reich, Freistaat Preußen, Provinz Nassau, Oberlahnkreis
- ab 1945: Amerikanische Besatzungszone, Groß-Hessen, Regierungsbezirk Wiesbaden, Oberlahnkreis
- ab 1946: Amerikanische Besatzungszone,[Anm. 7] Hessen, Regierungsbezirk Wiesbaden, Oberlahnkreis
- ab 1949: Bundesrepublik Deutschland, Hessen, Regierungsbezirk Wiesbaden, Oberlahnkreis
- ab 1968: Bundesrepublik Deutschland, Hessen, Regierungsbezirk Darmstadt, Oberlahnkreis
- ab 1971: Bundesrepublik Deutschland, Hessen, Regierungsbezirk Darmstadt, Oberlahnkreis, Gemeinde Weilmünster[Anm. 8]
- ab 1974: Bundesrepublik Deutschland, Hessen, Regierungsbezirk Darmstadt, Landkreis Limburg-Weilburg, Gemeinde Weilmünster
- ab 1981: Bundesrepublik Deutschland, Hessen, Regierungsbezirk Gießen, Landkreis Limburg-Weilburg, Gemeinde Weilmünster

## Strukturelle Entwicklung
Mit der Gebietsreform, welche mit negativem Unterton von den Bewohnern als Eingemeindung bezeichnet wurde, ging die ehemals selbstständige Gemeinde Rohnstadt im damaligen Oberlahnkreis zum Stichtag am 1. Juli 1971 in die Großgemeinde Weilmünster über.
Nach der Entwicklung des Ortes aus seinem engen (Orts-)Kerngebiet heraus in die Neubaugebiete Bürgerhausstraße (Gartenstraße), Heidestraße und aktuell Fichtenweg werden, wie in vielen dörflichen Strukturen, aufgrund des demografischen Wandel und den gewachsenen Ansprüchen an Wohnraum, immer mehr Häuser im alten Ortskern leerstehen und bedingt durch die bauliche Substanz (kleine Grundstücke, engangrenzende Bebauung, kleine Wohnraumflächen etc.) kaum an neue Eigentümer zu vermitteln sein. Auch die Anzahl der früher zahlreich bewirtschafteten Kleingärten am Ortsrand nimmt stetig ab. Diese Gärten dienten früher vielen Haushalten zur zusätzlichen Lebensmittelversorgung.
Um dem Trend des Ortskernsterbens entgegenzuwirken, wurden von der EU, dem Bund, dem Land und den Kommunen zahlreiche Förderprogramme wie das Dorferneuerungsprogramm als Steuerungsmittel aufgelegt.

### Ehemalige Bahnstrecke
Am 15. Mai 1892 wurde die Bahnstrecke Weilmünster–Laubuseschbach eröffnet, an der Rohnstadt eine, weitab vom Ort an der Spitzenmühle gelegene, Zwischenstation hatte. Sie diente hauptsächlich der Güterbeförderung, insbesondere des abgebauten Eisenerzes. Der Personenverkehr, zuletzt mit Uerdinger Schienenbussen der Baureihe VT 95, wurde 1955 beendet. 1968 wurde die Strecke komplett stillgelegt und abgebaut. Heute verläuft hier ein Fuß- und Radweg.

### Elektrifizierung
Die Planungsvorbereitung zur elektrischen Versorgung wurden 1914 mit Ausbruch des Ersten Weltkrieges unterbrochen. Erst 1921 konnte das elektrische Netz in Betrieb genommen werden. Die Kosten für die Gemeinde betrugen 109.083 Reichsmark. Betreiber war anfänglich die Buderus-Werke in Wetzlar.

### Wasserversorgung

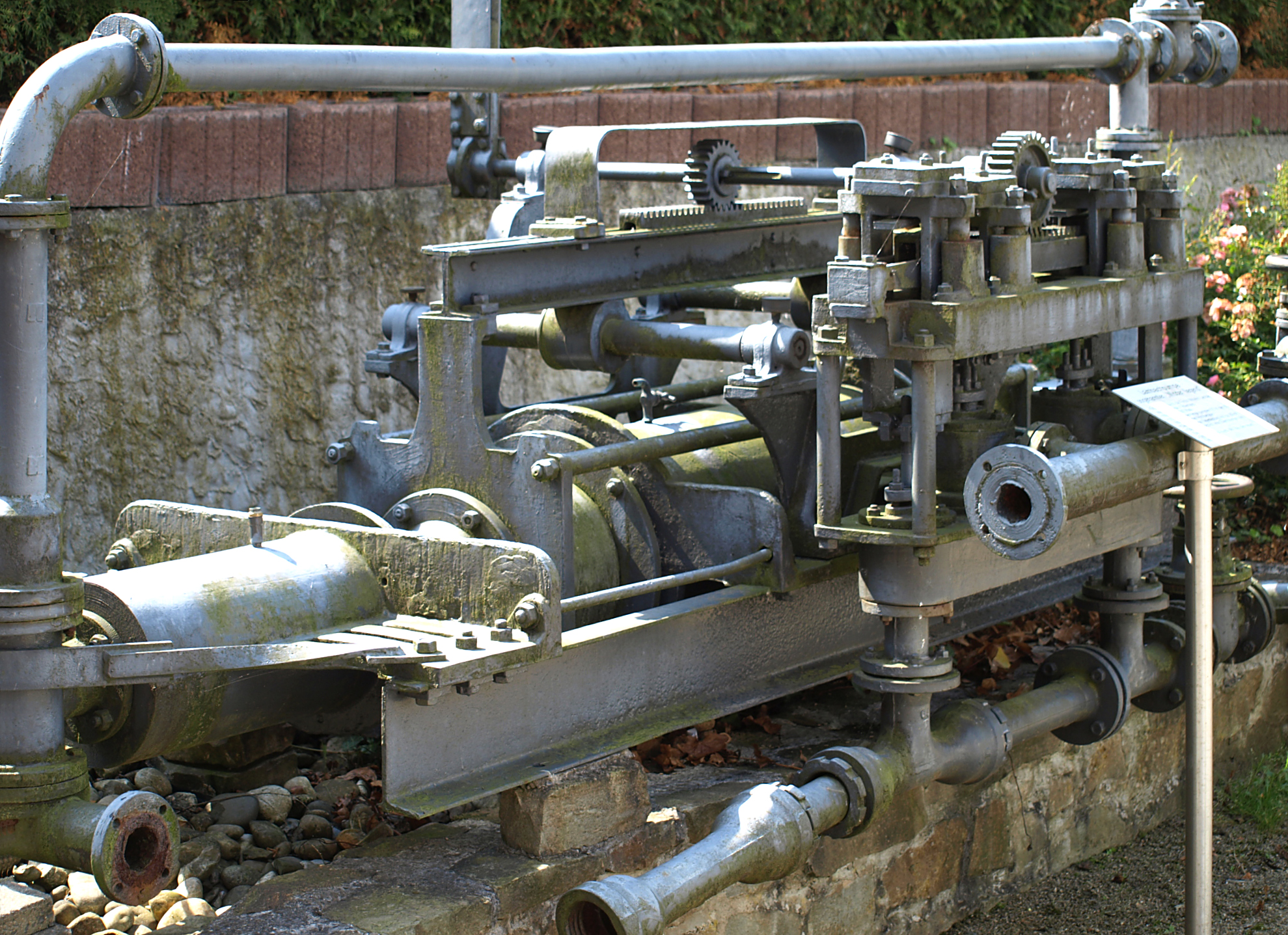
Lambachpumpe

Auch um 1921 wurde die zentrale Wasserversorgung durch den Bau von Sammelschacht, Pumpstation und Hochbehälter sichergestellt. Der Pumpentyp war eine sog. Lambachpumpe, Typ doppeltwirkend liegend, hergestellt 1921 von der Firma Wilhelm Lambach aus Marienheide im Rheinland. Rein mechanisch pumpten 2/3 der Wassermenge 1/3 Wasser in den Hochbehälter. Die Tagesleistung betrug ca. 30 m3. Die Mechanik musste regelmäßig gewartet/geschmiert werden. Ab 1948 kam zusätzlich eine Elektropumpe zum Einsatz. 1964 wurde ein neuer Tiefbrunnen in Betrieb genommen, der die alte Pumpenanlage ablöste. Die Pumpe ist mittlerweile auf dem Dorfplatz ausgestellt.

### Straßenbezeichnungen in Rohnstadt
- Schultheißenstraße (vor 1972 Hauptstraße)
- Langenbacher Straße
- Bodenweg
- Heidestraße
- Rauscheweg (vor 1972 Bergstraße)
- Bürgerhausstraße (vor 1972 Gartenstraße)
- Fichtenweg (aktuelles Neubaugebiet)

### Bergbaugeschichte

#### Grube Mehlbach
Die älteste Grube des Oberlahngebietes, das Silber-, Kupfer- und Bleibergwerk Grube Mehlbach, wird schon in einer Urkunde aus dem Jahre 1495 erwähnt. Das ursprüngliche Bergwerk hieß Smytgin (Schmidtchen/Schmiedchen). Die Urkunde von Graf Ludwig I. von Nassau-Weilburg spricht unter anderem Hans von Dörnberg (Hofmeister des Landgrafen Wilhelm III), Sittich von Berlepsch (5. Erbkämmer von Hessen) und dem Buchdrucker zu Mainz, Peter von Gernsheim, sowie Werner Lesch (Hühnervogt zu Gleiberg und Schreiber), Eberhart (Ebert) Stommel (Vogt zu Gleiberg) das Recht zu, Stufenerze zu gewinnen. Eberhart Stommel war bis 1490 gemeinsam mit Eberhard Rübsamen von Merenberg als Vormund des damals noch jungen Grafen eingesetzt. Der Großteil der aufgeführten Personen ist 5 Tage vor Ausstellung der Urkunde auf der Teilnehmerliste des bedeutenden Wormser Reichstages als Hofgesinde des Landgrafen Wilhelm III. aufgeführt. Dieses in der Gemarkung Rohnstadt gelegene Bergwerk hatte vermutlich seine größte Ausbeute erst in den Jahren nach 1750. Der Erfolg war so groß, dass man ihn durch das Prägen von drei so genannten Ausbeutemünzen bekundete. Die Mehlbacher Gulden, Halbtaler und Taler zählen heute zu den numismatischen Seltenheiten. Mehrere hundert Bergleute verdienten sich hier ihr tägliches Brot. Sogar eine Schule für die Kinder wurde extra eingerichtet. Der Rohnstädter Lehrer musste zusätzlich zur Rohnstädter Schule auch die Kinder dieser Zweigstelle unterrichten. Im Jahre 1902 wurde das Bergwerk endgültig stillgelegt und die Zugänge verfüllt.

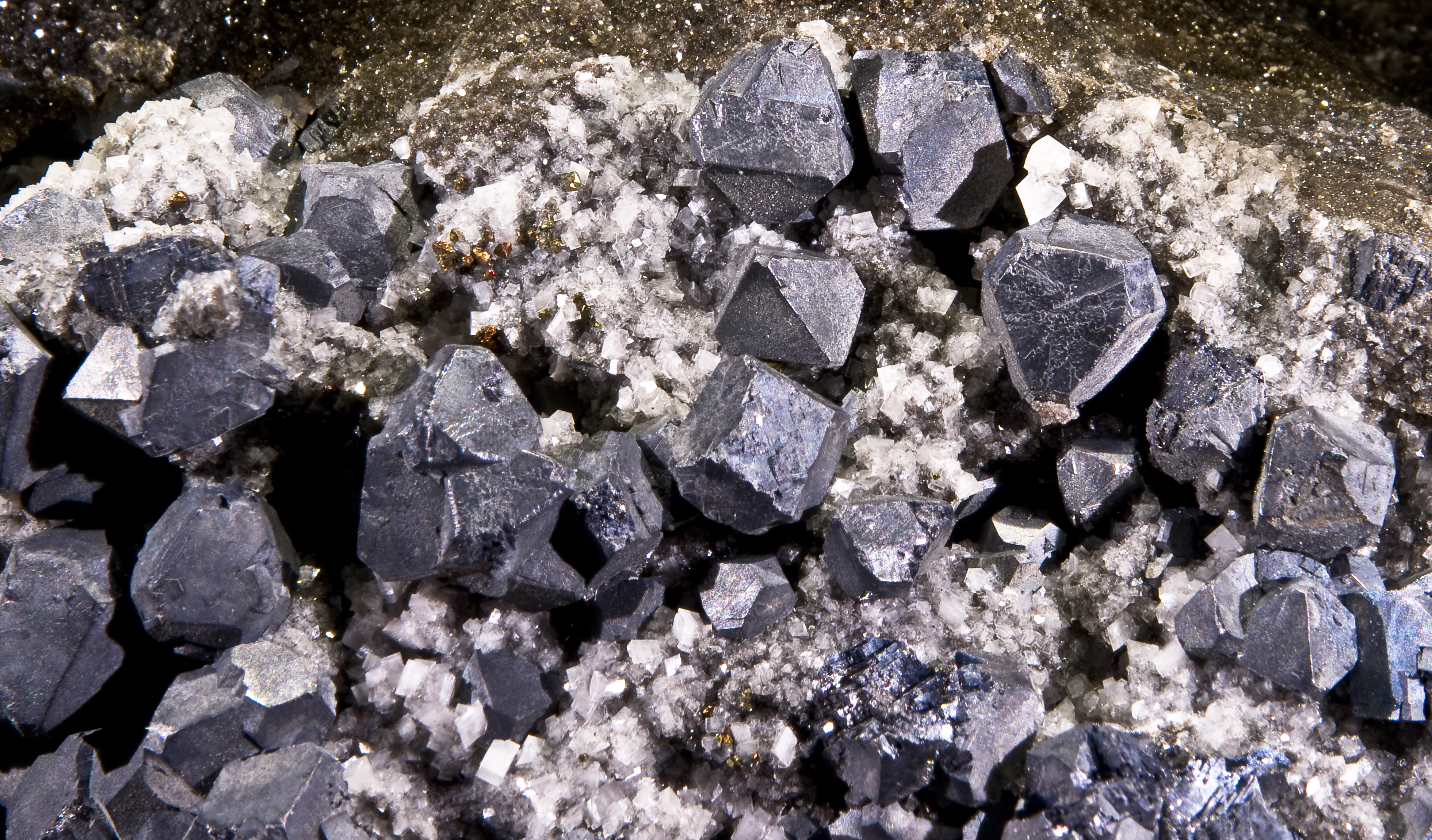
Galenit/Bleiglanz

Klassifizierte Mineralien der Grube Mehlbach
| Akanthit   | Anglesit | Ankerit    | Azurit      | Bournonit   |
| Brochantit | Calcit   | Cerussit   | Chalkopyrit | Chrysokoll  |
| Erythrin   | Galenit  | Impsonit   | Malachit    | Mennige     |
| Polybasit  | Proustit | Pyryrgyrit | Pyrit       | Pyromorphit |
| Quarz      | Siderit  | Sphalerit  | Tetraedrit  | Tirolit     |

#### Grube Riesenburg
Die Roteisensteingrube Riesenburg wurde teilweise im Tagebau abgebaut. Von ihr führte eine Seilbahn bis zur 12 km entfernten Verladestelle Guntersau bei Weilburg. Nach 1925 wurde auch hier der Betrieb eingestellt.

#### Schieferbergbau

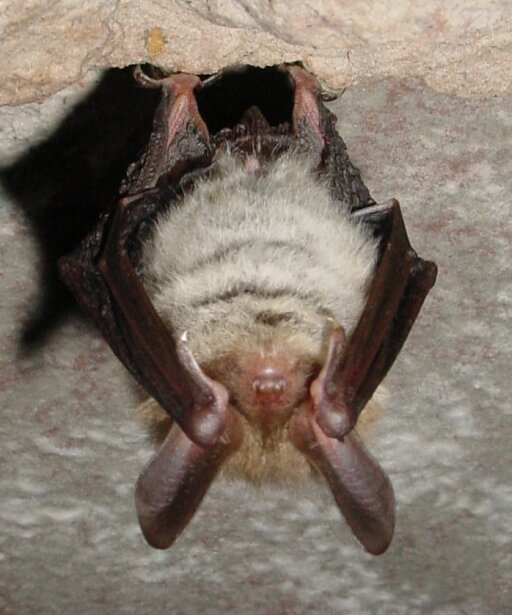
Bechsteinfledermaus

Der Schieferbergbau wurde in der Ortsgemarkung in zahlreichen Stollen und Gruben betrieben. Die Schieferförderung wurde 1910 eingestellt. Billiger Schiefer aus anderen Gruben machte den weiteren Abbau unrentabel. Die Zugänge zu den aufgelassenen Stollen wurden zum Schutz von seltenen Fledermausarten in den späten 80er Jahren mit Fledermaus-Schutzgitter verschlossen. Folgende Arten wurden gesichtet: Bechsteinfledermaus (Myotis bechsteinii), Wasserfledermaus (Myotis daubentonii), Großes Mausohr (Myotis myotis), Zwergfledermaus (Pipistrellus pipistrellus).

## Bevölkerung

### Erwerbsstruktur
Die Landwirtschaft und der Bergbau (Schiefer, Erze) waren über Jahrhunderte die einzige Erwerbsmöglichkeit im Ort. In der heutigen Zeit hat sich Rohnstadt, wie viele Orte in der Nachbarschaft, zu einem Pendlerdorf entwickelt. Die Nähe zum Rhein-Main-Gebiet, mit denen sich dort bietenden Arbeits- und Verdienstmöglichkeiten und den Vergleichsweise niedrigen Baugrundkosten führte aber nicht, wie in näher am Ballungsraum gelegenen Gemeinden, zur so genannten Zersiedelung (Suburbanisierung).
Der Ort Rohnstadt liegt etwas außerhalb des so genannten Speckgürtels des Rhein-Main-Gebietes, profitiert aber noch wirtschaftlich davon und konnte, ohne den negativen Auswirkungen eines suburbanen Raumes ausgesetzt zu sein, seinen natürlich und kulturell gewachsenen Charakter weitestgehend bewahren. Seit dem Jahr 1934 sorgt die Freiwillige Feuerwehr Rohnstadt (ab 9. Januar 1999 mit Jugendfeuerwehr) für den Brandschutz und die allgemeine Hilfe in diesem Ort.

### Einwohnerstruktur 2011
Nach den Erhebungen des Zensus 2011 lebten am Stichtag dem 9. Mai 2011 in Rohnstadt 282 Einwohner. Darunter waren 9 (3,2 %) Ausländer.
Nach dem Lebensalter waren 42 Einwohner unter 18 Jahren, 102 zwischen 18 und 49, 75 zwischen 50 und 64 und 66 Einwohner waren älter. Die Einwohner lebten in 120 Haushalten. Davon waren 27 Singlehaushalte, 42 Paare ohne Kinder und 39 Paare mit Kindern, sowie 9 Alleinerziehende und 3 Wohngemeinschaften. In 33 Haushalten lebten ausschließlich Senioren und in 72 Haushaltungen lebten keine Senioren.

### Einwohnerentwicklung
Belegte Einwohnerzahlen sind:
| • 1630: | 12 Haushaltungen |

| Rohnstadt: Einwohnerzahlen von 1825 bis 2020 | Rohnstadt: Einwohnerzahlen von 1825 bis 2020 | Rohnstadt: Einwohnerzahlen von 1825 bis 2020 | Rohnstadt: Einwohnerzahlen von 1825 bis 2020 | Rohnstadt: Einwohnerzahlen von 1825 bis 2020 |
| --- | -------------------------------------------- | -------------------------------------------- | -------------------------------------------- | -------------------------------------------- |
| Jahr |                                              |                                              |                                              | Einwohner                                    |
| 1825 | 1825                                         |                                              | 169                                          | 169                                          |
| 1834 | 1834                                         |                                              | 199                                          | 199                                          |
| 1840 | 1840                                         |                                              | 201                                          | 201                                          |
| 1846 | 1846                                         |                                              | 214                                          | 214                                          |
| 1852 | 1852                                         |                                              | 221                                          | 221                                          |
| 1858 | 1858                                         |                                              | 225                                          | 225                                          |
| 1864 | 1864                                         |                                              | 224                                          | 224                                          |
| 1871 | 1871                                         |                                              | 215                                          | 215                                          |
| 1875 | 1875                                         |                                              | 231                                          | 231                                          |
| 1885 | 1885                                         |                                              | 299                                          | 299                                          |
| 1895 | 1895                                         |                                              | 265                                          | 265                                          |
| 1905 | 1905                                         |                                              | 258                                          | 258                                          |
| 1910 | 1910                                         |                                              | 233                                          | 233                                          |
| 1925 | 1925                                         |                                              | 246                                          | 246                                          |
| 1939 | 1939                                         |                                              | 205                                          | 205                                          |
| 1946 | 1946                                         |                                              | 312                                          | 312                                          |
| 1950 | 1950                                         |                                              | 289                                          | 289                                          |
| 1956 | 1956                                         |                                              | 239                                          | 239                                          |
| 1961 | 1961                                         |                                              | 244                                          | 244                                          |
| 1967 | 1967                                         |                                              | 226                                          | 226                                          |
| 1970 | 1970                                         |                                              | 257                                          | 257                                          |
| 1987 | 1987                                         |                                              | 276                                          | 276                                          |
| 1993 | 1993                                         |                                              | 303                                          | 303                                          |
| 1996 | 1996                                         |                                              | 306                                          | 306                                          |
| 2001 | 2001                                         |                                              | 303                                          | 303                                          |
| 2005 | 2005                                         |                                              | 292                                          | 292                                          |
| 2010 | 2010                                         |                                              | 286                                          | 286                                          |
| 2011 | 2011                                         |                                              | 282                                          | 282                                          |
| 2015 | 2015                                         |                                              | 257                                          | 257                                          |
| 2020 | 2020                                         |                                              | 257                                          | 257                                          |
| Datenquelle: Historisches Gemeindeverzeichnis für Hessen: Die Bevölkerung der Gemeinden 1834 bis 1967. Wiesbaden: Hessisches Statistisches Landesamt, 1968. Weitere Quellen: ; Zensus 2011 |                                              |                                              |                                              |                                              |

### Historische Religionszugehörigkeit
| • 1885: | 288 evangelische (= 96,32 %), 11 katholische (= 3,68 %) Einwohner  |
| • 1961: | 196 evangelische (= 80,33 %), 48 katholische (= 19,67 %) Einwohner |

## Politik

### Bürgermeister
| - Peter Lommel: 1864–1876 - Friedrich Zwingel: 1876–1919 - Herrmann Schäfer: 1919–1932 | - Friedrich Bautz: 1932–1945 - Otto Eichhorn: 1945–1948 - Albert Möller: 1948–1970 |

### Ortsvorsteher
- Richard Lommel: 1970–1987
- Otto Krämer: 1987–2006
- Wolfgang Lommel: 2006–2016
- Martín Heil: seit 2016

### Ortsbeirat
Für Rohnstadt besteht ein Ortsbezirk (Gebiete der ehemaligen Gemeinde Rohnstadt) mit Ortsbeirat und Ortsvorsteher nach der Hessischen Gemeindeordnung.
Der Ortsbeirat besteht aus fünf Mitgliedern. Bei den Kommunalwahlen in Hessen 2021 betrug die Wahlbeteiligung zum Ortsbeirat 59,43 %. Alle Kandidaten gehörten der „Bürgerliste Rohnstadt“ an. Der Ortsbeirat wählte Martin Heil zum Ortsvorsteher.

## Kultur und Sehenswürdigkeiten

### Vereine
- Freiwillige Feuerwehr Rohnstadt e. V., gegr. 1934 (seit dem 9. Januar 1999 mit Jugendfeuerwehr und seit 1984 mit der Sängergruppe Roter Hahn)
- Geschichts- und Heimatverein Rohnstadt e. V., gegr. 1985
- Sportelf Rohnstadt 1980 e. V.
- Evangelischer Frauenkreis
- Gesangverein Liederkranz 1878 e. V.

### Bauwerke
Für die denkmalgeschützten Kulturdenkmäler des Ortes siehe Liste der Kulturdenkmäler in Rohnstadt.

#### Die Kirche
Im Jahr 1821 wurde eine Kapelle auf dem Rohnstädter Friedhof errichtet. Sie kostete damals 158 Gulden und 20 Kronen. Das Geld kam vom Weilburger Walpurgisstift. Die evangelische Luther-Kirche wurde 1953 eingeweiht. Im Jahr 1988 erhielt die Kirche durch eine Spendenaktion des ev. Frauenkreises ein Geläute mit zwei Glocken.

#### Das Backhaus

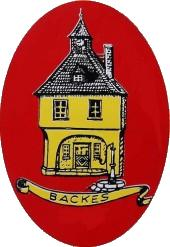
Das Rohnstädter Wahrzeichen

Das Rohnstädter Backhaus, im Dorf Backes genannt, ist das Wahrzeichen Rohnstadts. Es wurde 1927 erbaut. Bis 1970 war im Obergeschoss die Rohnstädter Gemeindeverwaltung (Rathaus) untergebracht. Im Erdgeschoss ist die eigentliche Backstube mit seinem Natursteinofen untergebracht. Dort wird heute noch Brot (das sog. Backesbrot) und Blechkuchen etc. gebacken. Im Backes befindet sich die Rohnstädter Heimatstube. Dieses Dorfmuseum wurde vom Geschichts- und Heimatverein 1986 eingerichtet und war damit in der Gemeinde die erste ständige Museumseinrichtung. Dort werden in einer Dauerausstellung zahlreiche Ausstellungsstücke aus dem früheren Dorfleben gezeigt. Das Haus steht unter Denkmalschutz.

#### Dorfgemeinschaftshaus
1972 wurde das Dorfgemeinschaftshaus eingeweiht. Es wurde noch in der Zeit der kommunalen Selbstverwaltung geplant und vorbereitet.

#### Jugendhaus
In der Langenbacher Straße 10 wurde ein leerstehendes Fachwerkhaus der Dorfjugend zur Verfügung gestellt. Das Haus wird von den Jugendlichen selbst verwaltet.

#### Ehemalige Dorfschule
Um das Jahr 1720 wurde die erste Schule in Rohnstadt eingerichtet. Die Gemeinde Rohnstadt musste allerdings bis zum 1817 zur Unterhaltung der Weilmünsterer Schule weiter Beitrag leisten. 1836 wurde eine neue Schule erbaut. Der Bau kostete 2968 Gulden. 1900 wurde ein Schulbrunnen gegraben und mit einer Pumpe versehen. 1908 wurde ein Schul-Sportplatz an der Rausche angelegt. In der ehemaligen Dorfschule wurde bis 1970 unterrichtet. Das Gebäude dient heute als Wohnhaus.

#### Feuerwehrhaus
Ein erstes Spritzenhaus wurde 1842 gebaut. Es kostete 284 Gulden und 86 Kronen. 1952 wurde der alte Brandweiher in eine moderne Löschwasserzisterne umgebaut und darüber ein neues Feuerwehrhaus errichtet.

## Infrastruktur
Seit dem Jahr 1934 sorgt die Freiwillige Feuerwehr Rohnstadt (seit 9. Januar 1999 mit Jugendfeuerwehr) für den abwehrenden Brandschutz und die allgemeine Hilfe in diesem Ort.